# Guido Balzarini
Guido Balzarini   (Casteldilago, 21 d'octubre de 1874 - Roma, 18 d'abril de 1935) va ser un tirador d'esgrima italià, especialista en sabre, que va competir a cavall del segle xix i del segle xx.
El 1924 va prendre part en els Jocs Olímpics de París, on guanyà la medalla d'or en la prova de sabre per equips del programa d'esgrima. Balzarini es proclamà campió amb gairebé 50 anys, cosa que el converteix en el medallista d'or italià més veterà de la història.